# 1716년
1716년은 수요일로 시작하는 윤년이다.

## 연호
- 청(淸) 강희(康熙) 55년
- 일본(日本) 쇼토쿠(正徳) 6년 / 교호(享保) 원년
- 후 레 왕조(後黎朝) 빈틴(永盛) 12년

## 기년
- 류큐(琉球) 쇼케이왕(尚敬王) 4년
- 청(淸) 성조 강희제(聖祖 康熙帝) 55년
- 조선(朝鮮) 숙종(肅宗) 42년
- 후 레 왕조(後黎朝) 유종(裕宗) 12년

## 탄생
- 1월 20일 - 스페인의 왕 카를로스 3세

## 사망
- 6월 2일 - 일본 화가 오가타 고린
- 11월 14일 - 독일 철학자, 수학자 고트프리트 라이프니츠
- 일본에도 막부 7대 쇼군 도쿠가와 이에쓰구